# Manuel Bulnes Quevedo
Manuel José Bulnes Quevedo (Concepción, Capitanía General de Chile, 16 de junio de 1767-Perú, 1821) fue un militar del Ejército Realista chileno que participó en las guerras de independencia hispanoamericanas.

## Biografía
Manuel Bulnes nació el 16 de junio de 1767 en la ciudad de Concepción de la Capitanía General de Chile que era una dependencia autónoma dentro del Virreinato del Perú, desde 1733 hasta el 15 de mayo de 1798. Había seguido la carrera de las armas, siendo ya subteniente en 1786. 
En 1793 contrajo matrimonio con María Carmen Prieto Vial (13 de julio de 1777 - 1854) —hija del capitán José María Prieto Sotomayor— con quien tuvo al menos tres hijos: María del Carmen Bulnes, Miguel Bulnes Prieto y Manuel Bulnes Prieto. Este último, nacido el 25 de diciembre de 1799 en Concepción (y sería Presidente de la República de Chile entre 1841 y 1851).
En 1811 integró como comandante de infantería la Expedición Auxiliadora de Chile que la Primera Junta Nacional de Gobierno de Chile dispuso enviar en apoyo de las Provincias Unidas del Río de la Plata.
La expedición de unos trescientos hombres estaba al mando del teniente coronel Pedro Andrés del Alcázar y entre sus oficiales se encontraba también su cuñado, el capitán de milicias José Joaquín Prieto Vial, quien sería Presidente de la República de Chile en 1831. En Buenos Aires dieron apoyo al movimiento del parque de artillería durante el bombardeo de la ciudad por la flota realista de Montevideo.
El 18 de abril de 1813, las también llamadas "Tropas Disciplinadas" salieron de Buenos Aires, acompañadas esta vez por una división de auxilio enviada por Buenos Aires al mando del teniente coronel Santiago Carrera.
A fines de mayo cruzaron la Cordillera, en invierno y cubierta de nieve, y entraron en Santiago de Chile el 4 de junio, siendo recibidas con entusiasmo por el pueblo y las autoridades. 
Al definirse el camino hacia la independencia, Manuel Bulnes Quevedo se volcó decididamente al partido realista, lo que lo alejó de su familia, ya que su mujer era patriota al igual que su hijo, quien en 1818 había ingresado al ejército para seguir la carrera militar.
En 1817 se produjo el cruce del Ejército de los Andes al mando del general José de San Martín y en el mes de julio de 1818 durante la Segunda campaña al sur de Chile las tropas patriotas cercaron Chillán, que respondía al general realista Mariano Osorio. Manuel Bulnes Prieto se enteró de que su padre el Capitán del Ejército Real Manuel Bulnes Quevedo comandaba las tropas rivales insistió parlamentar con él, pero la entrevista fue infructuosa y tras despedirse se inició la batalla.
Tras la victoria patriota Manuel Bulnes Quevedo se exilió en Perú. Murió en 1821.